# Mill Glacier
Mill Glacier är en glaciär i Antarktis. Den ligger i Östantarktis. Nya Zeeland gör anspråk på området. Mill Glacier ligger 1 769 meter över havet.
Terrängen runt Mill Glacier är huvudsakligen platt, men norrut är den kuperad. Trakten är obefolkad. Det finns inga samhällen i närheten.